# 犀牛人
犀牛人（英語：Rhino），本名阿列克謝·塞爾斯維奇（Aleksei Sytsevich）。是一名登場於漫威漫畫的虛構超級反派。由史丹·李和老约翰·罗米塔所創作，初次登場於《The Amazing Spider-Man》#41（1966年10月）。

## 人物
阿列克謝·塞爾斯維奇（Aleksei Sytsevich，俄語：Алексей Сыцевич）是一名剛移民到美國的俄羅斯人，因為頭腦簡單而很難找到工作，於是加入黑道成為一名打手，某天被某位黑道的高層誘騙去進行一項秘密實驗，該實驗讓他從此擁有了超人的力量和速度，並獲得一套犀牛形狀的裝甲，該裝甲使他刀槍不入，也使他成為了黑道最喜歡的幫手。
雖然擁有強大的力量，卻因為頭腦簡單而往往在行動時被蜘蛛人打敗，但普通的監獄根本關不住他，所以阿列克謝每次都很快就成功逃獄，然後再次被黑道利用。

## 能力
該實驗令犀牛人擁有超人的力量和耐力，最高可以舉起75噸的事物。其時速能達到100英里左右。
犀牛裝甲使他刀槍不入，刀械、手槍或火箭炮都無法對他造成傷害，甚至可以承受一噸TNT的爆炸也不會有事。在高低溫下行動也不會受到傷害。頭上如犀牛角的尖角則能輕易的刺穿鋼板。
雖然擁有以上的能力，但他頭腦簡單的弱點卻常常成為其失敗的致命傷，像是總被蜘蛛人耍弄而被捕，或是挑戰浩克而慘遭對方痛毆等等。

## 其他媒體

### 動畫
- 《終極蜘蛛人》：由Max Mittelman和達洛·薩巴拉配音[1]。

### 電影
- 蜘蛛人驚奇再起系列：由保罗·吉亚玛提飾演[2][3]
  - 《蜘蛛人驚奇再起2：電光之戰》（2014年）：和原作漫畫不同，所使用的是有如巨大犀牛的高科技動力裝甲。

- 索尼影業蜘蛛人宇宙：由亚历桑德罗·尼沃拉飾演。
  - 《獵人克萊文》（2024年）[4]

### 遊戲
- 《樂高漫威超級英雄》
- 《MARVEL未來之戰》：手機遊戲，犀牛人是玩家可使用角色之一。
- 《蜘蛛俠》[5]：由弗瑞德·塔塔薛瑞（英语：Fred Tatasciore）配音。
- 《蜘蛛人：邁爾斯·莫拉雷斯》